# Vila Madalena
Vila Madalena est un quartier paulistano (terme portugais utilisé pour désigner des gens et des choses dont l’origine est liée à la ville de São Paulo, Brésil), localisé dans la région ouest de São Paulo,,,,,,. 
La Vila Madá, comme la désignent les citoyens paulistanos, est célèbre pour être un quartier bohème, plein de bars où la vie nocturne est habituellement intense durant tous les jours de la semaine. La zone accueille par ailleurs des grands évènements festifs qui attirent les touristes du monde entier. La Coupe du monde de football de 2014, réalisée au Brésil, et le Carnaval, organisé chaque année, en sont quelques exemples. La Vila Madalena est également un centre artistique et culturel de référence. Outre les nombreuses galeries d’art ouvertes quotidiennement et accessibles au public, on peut trouver tous les samedis matin le célèbre marché de la place Benedito Calixto.

## Histoire

### Fondation
Entourée par des quartiers populaires comme Pinheiros, Lapa et Sumaré, la Vila Madalena se situe à moins de 10 kilomètres de la place de la Sé, point de fondation de la ville de São Paulo en 1554. Malgré sa proximité avec des districts anciens, l’origine de la Vila Madá ne comprend pas plusieurs siècles d’histoire. Précédemment connue comme la Vila dos Farrapos (expression attribuée à des gens au faible pouvoir d’achat qui cherchent des maisons moins chères), la fondation de la Vila Madalena remonte au début du XXIe siècle grâce à un agriculteur portugais fortuné. Propriétaire d’un grand lopin terre, il décide de rendre hommage à ses trois filles en nommant chaque partie de son territoire avec leurs prénoms : Madalena, Ida et Beatriz. Les deux dernières restent jusqu’à aujourd’hui comme des noms des quartiers voisins à Vila Madalena. 
Les années 1920 et 1930 marquent un moment de grande transformation pour le quartier . C’est dans cette période que le district, antérieurement considéré comme partie de la zone rurale de São Paulo, commence à s’urbaniser. Ce processus est possible grâce à  l’établissement de la Light, l’entreprise canadienne responsable de la fourniture de l’électricité et de la gestion du système des trams de São Paulo à l’époque, sur la région. Les rues consistant autrefois en de petits chemins de terre sont remplacées par du bitume, avec des égouts pour la récolte des eaux usées et les maisons commencent à bénéficier de l’électricité. 
Enfin plus intégrée sur la ville, la Vila Madá est vue comme une zone résidentielle plus attractive. C’est également à cette époque qu’on observe un flux considérable d’immigration portugaise. Malgré l’amélioration des conditions d’infrastructure, la plupart des ménages d’immigrants sont encore composés de familles à faibles revenus et sont normalement des travailleurs à la Light.
La présence portugaise dans la Vila Madalena est encore fortement remarquée actuellement. La plupart des boulangeries célèbres et des restaurants raffinés sont détenus par des propriétaires d’origine portugaise.

### Le quartier bohème
La réputation de quartier bohème naît dans le milieu des années 70 comme conséquence d’un contexte politique troublé. Effrayé des mouvements de résistance contraires au régime militaire brésilien (1964-1985) dans le milieu universitaire, le haut commandement de l’armée interdit l’accès des résidences localisées sur le campus de l’Université de São Paulo (USP). En ces circonstances, les étudiants qui y habitent décident de se déplacer à un endroit proche de l’université et où les loyers ne sont pas encore trop chers : la Vila Madalena. La mixité entre les anciens habitants du quartier, les étudiants et des artistes contribue à la création d’une ambiance de contestation politique et culturelle qui mène des gens à se réunir dans un climat démocratique et détendu.

## Culture

### Les graffitis: L’allée du Batman
Située sur la rue Gonçalo Afonso, l’allée du Batman est célèbre pour avoir ses murs complètement couverts par des graffitis et des dessins. Selon la croyance populaire, l’histoire du nom de la ruelle est liée au fait qui a lieu dans les années 80, quand un auteur anonyme réalise une caricature d’un homme-chauve-souris qui ressemble à Batman. Inspiré par cette image, un groupe d’étudiants d’Arts Plastiques décide de peindre plusieurs autres images sur les autres murs du bloc. Par la suite, les dessins sont renouvelés de façon régulière par des artistes des graffitis et sont conservés par la communauté de la Vila Madalena.
L’allée du Batman est devenue un sujet de tension dans les journaux brésiliens. João Batista da Silva, propriétaire d’une maison localisée à l’intérieur de l’allée, décide d’effacer des peintures de ses murs. Le résident invoque que ses moments de repos sont souvent perturbés par des visiteurs bruyants et mal éduqués qui utilisent ses murs comme toilette. Cependant, quelques heures après l’énorme répercussion négative à son comportement, João Batista opte pour ré-autoriser la réalisation des nouvelles peintures dans sa propriété.

### Le Carnaval
Chaque année plusieurs milliers de personnes sortent dans les rues de la Vila Madalena pour commémorer le carnaval, la fête brésilienne la plus célèbre au monde. Les gens se réunissent en blocs et se déguisent pour suivre plusieurs chars allégoriques.  Les blocs de carnaval les plus connus sont le  Casa comigo (« épouse-moi ? ») et le  Vou de taxi (« je vais prendre un taxi »).
Malgré la grande sympathie des gens pour le carnaval de la Vila Madalena, l’édition 2018 n’est pas encore assurée. Selon le maire de São Paulo, João Dória, le quartier ne possède plus les conditions nécessaires pour accueillir le nombre croissant de participants, étant donné l’aspect surtout résidentiel du quartier et ses rues étroites qui ne s’accommodent pas pour recevoir des chars allégoriques.  
La Vila Madalena détient également une école de samba qui s’appelle Pérola Negra (« Perle Noire »). Fondée en 1976, l’école compte plusieurs participations dans le groupe spécial de la ligue des écoles de samba de São Paulo.